# Erejéig

Egy hatszög csúcshalmazában 20 olyan halmazelméleti partíció létezik, melyek egy háromelemes és három egyelemes részhalmazból (színezetlen) állnak. Ezek közül forgatás erejéig csak 4 különböző, forgatás és tükrözés erejéig csak 3 különböző létezik.

A matematikában a ... erejéig kifejezés általában egy halmaz (legyen mondjuk H) elemeiről való diszkusszió során merül fel, annak kapcsán, hogy a halmaz mely részhalmazai tekinthetők egymással ekvivalensnek. Az állítás, hogy „a H halmaz a és b elemei ekvivalensek X erejéig” azt jelenti, hogy a és b ekvivalensek, ha az X feltételtől (például egy forgatástól vagy egy permutálástól) eltekintünk. Más szavakkal, a és b egymásba transzformálhatók, egy X transzformáció (forgatás, permutáció stb.) alkalmazásával.
A teljes H halmazt tekintve, ha az X transzformációtól eltekintünk, az elemek elrendezhetők olyan részhalmazokba, melyben az elemek ekvivalensek („ekvivalens X erejéig”). Az ilyen részhalmazokat ekvivalenciaosztályoknak nevezik.
Ha X valamely tulajdonság vagy folyamat, akkor az „X erejéig” jelentése: „eltekintve az X-ben való esetleges eltérésektől”. Például az az állítás, hogy „egy egész szám prímtényezős felbontása egyéni, átrendezés erejéig” azt jelenti, hogy a prímtényezős felbontás egyedi, ha eltekintünk a prímtényezők sorrendjétől. Vagy kijelenthető, hogy egy határozatlan integrál megoldása {\displaystyle f(x)} konstans hozzáadásának erejéig, ami azt jelenti, hogy nem a hozzáadott konstans a lényeg, hanem az {\displaystyle f(x)} megoldás, a konstanst háttértényezőnek, másodlagos jelentőségűnek lehet tekinteni. További példákat, mint az „izomorfizmus erejéig”, „permutáció erejéig” és „forgatás erejéig” lentebb tárgyalunk.
Informális környezetben matematikusok hasonló jelentéstartalom kifejezésére gyakran csak annyit mondanak, hogy „modulo” (vagy egyszerűen csak „mod”), például „modulo izomorfizmus”.

## Példák

### Tetris

Az I, J, L, O, S, T, Z Tetris-darabok

Egyszerű példa: „hét különböző tükrözéses tetrominó létezik, forgatás erejéig”, ami a tetrominók (legalább egy oldalukon összeérő négy egységnégyzetből álló kollekciók, avagy az O, I, L, J, T, S, Z Tetris-alakzatok) hét lehetséges folytonos elrendezésére utal. 
Elmondható az is, hogy „öt különböző tetrominó létezik, tükrözések és forgatások erejéig”, ami figyelembe veszi, hogy az L és J, illetve az S és Z ugyanannak a darabnak tekinthető, csak az egyik tükrözve van. A Tetris játék nem engedi meg a tükrözéseket, ezért az első megoldás természetesebbnek tűnik.
A teljes szám megadására nincsen bevett, formális megoldás. A szokásos megfogalmazások közé tartozik, hogy „hét tükrözéses tetrominó (= összesen 19) létezik, forgatás erejéig”. A Tetris kiválóan trükkös példa, hiszen az olvasó könnyen beleesik a csapdába és úgy számol, hogy 7 figura × 4 forgatás = 28, miközben egyes darabok (a 2×2-es O a legnyilvánvalóbb példa) kevesebb forgatási állapottal rendelkeznek.

### Nyolc királynő

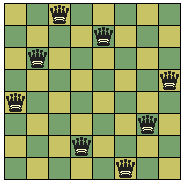
A nyolckirálynő-probléma egyik megoldása

A nyolckirálynő-probléma megoldásában ha a nyolc királynőt különbözőnek tekintjük, 3 709 440 különböző megoldás létezik. Alapesetben azonban a királynőket egyformának szokás tekinteni, ezért azt mondják, hogy „92 ({\displaystyle ={\tfrac {3709440}{8!}}}) különböző megoldás létezik a királynők permutációinak erejéig”, jelezve, hogy a királynők két különböző elrendezését ekvivalensnek tekintjük, ha a királynőket egymással felcseréljük, de a sakktáblán ugyanazokat a mezőket foglalják el.
Ha a királynők egyformaként kezelésén túl a sakktábla forgatását és tükrözését is megengednénk, összesen 12 különböző megoldás maradna „szimmetria és a királynők permutációja” erejéig.

### Csoportelmélet
A csoportelmélet területén vegyünk egy G csoportot, ami H halmaz fölött hat, ebben az esetben a H-ban lévő két elem akkor ekvivalens „a csoporthatás erejéig”, ha ugyanazon a pályán (orbiton) fekszenek.
Másik tipikus példa az állítás, hogy „két különböző negyedrendű csoport létezik izomorfizmus erejéig”, avagy „modulo izomorfizmus, két negyedrendű csoport létezik”. Ez annyit jelent, hogy a negyedrendű csoportoknak két ekvivalenciaosztályuk van, ha két csoportot izomorfizmus esetén tekintünk ekvivalensnek.

## Nemstandard analízis
Egy hipervalós x és standard része st(x) egyenlőek infinitezimális különbség erejéig.